# Cshonan–Aszan állomás
Cshonan–Aszan (Cheonan–Asan) állomás vasútállomás Dél-Cshungcshong (Chungcheong) tartomány Aszan (Asan) városában, bár egy része a szomszédos Cshonan (Cheonan)ban található. Az állomás kiszolgálja a Szöult Puszan (Busan)nal összekötő KTX-vonalat, valamint közvetlen átszállást biztosít a Csanghang (Janghang) vonalon lévő, a szöuli metró 1-es vonalát is ellátó Aszan (Asan) állomásra.

## Viszonylatok
| 1-es vonal                                       | 1-es vonal                                | 1-es vonal                                           |
| ------------------------------------------------ | ----------------------------------------- | ---------------------------------------------------- |
| Sszangjong (Ssangyong) Szojoszan (Soyosan ) felé | Csanghang (Janghang) szakasz személyvonat | Pebang (Baebang) Sincshang (Sinchang) felé           |
| Korail                                           |                                           |                                                      |
| Sszangjong (Ssangyong) Cshonan (Cheonan) felé    | Csanghang (Janghang) vonal                | Pebang (Baebang) Ikszan (Iksan) felé                 |
| Kvangmjong (Gwangmyeong) Hengsin (Haengsin) felé | Kjongbu (Gyeongbu) KTX és Honam KTX       | Oszong (Osong) és Mokpho (Mokpo) Puszan (Busan) felé |